# Liste der Patrouillenboote der United States Navy
Die Liste der Patrouillenboote der United States Navy. In dieser Liste sind vor allem kleinere Schiffstypen und -klassen unterhalb der Geleitzerstörer (Destroyer Escort) enthalten.

## Patrouillenbootklassen
| Klassenname              | Typschiff                                | In Dienst gestellt                | Anzahl Einheiten |
| ------------------------ | ---------------------------------------- | --------------------------------- | ---------------- |
| Asheville-/Tacoma-Klasse | USS Asheville (PF-1) / USS Tacoma (PF-3) | 1. Dezember 1942/6. November 1943 | 77               |
|                          |                                          | Summe =                           | 77               |

## Asheville-/Tacoma-Klasse(USS Asheville (PF-1)/USS Tacoma (PF-3))
| - USS Asheville (PF-1) ex-PG-101 - USS Natchez (PF-2) ex-PG-102 - USS Tacoma (PF-3) ex-PG-111 - USS Sausalito (PF-4) ex-PG-112 - USS Hoquiam (PF-5) ex-PG-113 - USS Pasco (PF-6) ex-PG-114 - USS Albuquerque (PF-7) ex-PG-115 - USS Everett (PF-8) ex-PG-116 - USS Pocatello (PF-9) ex-PG-117 - USS Brownsville (PF-10) ex-PG-118                         | - USS Grand Forks (PF-11) ex-PG-119 - USS Casper (PF-12) ex-PG-120 - USS Pueblo (PF-13) ex-PG-121 - USS Grand Island (PF-14) ex-PG-122 - USS Annapolis (PF-15) ex-PG-123 - USS Bangor (PF-16) ex-PG-124 - USS Key West (PF-17) ex-PG-125 - USS Alexandria (PF-18) ex-PG-126 - USS Huron (PF-19) ex-PG-127 - USS Gulfport (PF-20) ex-PG-128     | - USS Bayonne (PF-21) ex-PG-129 - USS Gloucester (PF-22) ex-PG-130 - USS Shreveport (PF-23) ex-PG-131 - USS Muskegon (PF-24) ex-PG-132 - USS Charlottesville (PF-25) ex-PG-133 - USS Pough-Keepsie (PF-26) ex-PG-134 - USS Newport (PF-27) ex-PG-135 - USS Emporia (PF-28) ex-PG-136 - USS Groton (PF-29) ex-PG-137 - USS Hingham (PF-30) ex-PG-138      |
| - USS Grand Rapids (PF-31) ex-PG-139 - USS Woonsocket (PF-32) ex-PG-140 - USS Dearborn (PF-33) ex-PG-141 - USS Long Beach (PF-34) ex-PG-142 - USS Belfast (PF-35) ex-PG-143 - USS Glendale (PF-36) ex-PG-144 - USS San Pedro (PF-37) ex-PG-145 - USS Coronado (PF-38) ex-PG-146 - USS Ogden (PF-39) ex-PG-147 - USS Eugene (PF-40) ex-PG-148              | - USS El Paso (PF-41) ex-PG-149 - USS Van Buren (PF-42) ex-PG-150 - USS Orange (PF-43) ex-PG-151 - USS Corpus Christi (PF-44) ex-PG-152 - USS Hutchinson (PF-45) ex-PG-153 - USS Bisbee (PF-46) ex-PG-154 - USS Gallup (PF-47) ex-PG-155 - USS Rockford (PF-48) ex-PG-156 - USS Muskogee (PF-49) ex-PG-157 - USS Carson City (PF-50) ex-PG-158 | - USS Burlington (PF-51) ex-PG-159 - USS Allentown (PF-52) ex-PG-160 - USS Machias (PF-53) ex-PG-161 - USS Sandusky (PF-54) ex-PG-162 - USS Bath (PF-55) ex-PG-163 - USS Covington (PF-56) ex-PG-164 - USS Sheboygan (PF-57) ex-PG-165 - USS Abilene (PF-58) ex-Bridgeport, ex-PG-166 - USS Beaufort (PF-59) ex-PG-167 - USS Charlotte (PF-60) ex-PG-168 |
| - USS Manitowoc (PF-61) ex-PG-169 - USS Gladwyne (PF-62) ex-PG-170 - USS Moberly (PF-63) ex-Scranton, ex-PG-171 - USS Knoxville (PF-64) ex-PG-172 - USS Uniontown (PF-65) ex-PG-173 - USS Reading (PF-66) ex-PG-174 - USS Peoria (PF-67) ex-PG-175 - USS Brunswick (PF-68) ex-PG-176 - USS Davenport (PF-69) ex-PG-177 - USS Evansville (PF-70) ex-PG-178 | - USS New Bedford (PF-71) ex-PG-179 - USS Lorain (PF-93) ex-PG-201 - USS Milledgeville (PF-94) ex-PG-202 - USS Orlando (PF-99) ex-PG-207 - USS Racine (PF-100) ex-PG-208 - USS Greensboro (PF-101) ex-PG-209 - USS Forsyth (PF-102) ex-PG-210                                                                                                  | |

### Abgabe anVereinigtes Königreich
| - USS Hallowell (PF-72) als HMS Anguilla (K-500) - USS Hamond (PF-73) als HMS Antigua (K-501) - USS Hargood (PF-74) als HMS Ascension (K-502) - USS Hotham (PF-75) als HMS Bahamas (K-503) - USS Halstead (PF-76) als HMS Barbados (K-504) - USS Hannam (PF-77) als HMS Caicos (K-505) - USS Harland (PF-78) als HMS Cayman (K-506) - USS Harman (PF-79) als HMS Dominica (K-507) - USS Harvey (PF-80) als HMS Labuan (K-584) - USS Holmes (PF-81) als HMS Tobago (K-585) | - USS Hornby (PF-82) als HMS Montserrat (K-586) - USS Hoste (PF-83) als HMS Nyasaland (K-587) - USS Howett (PF-84) als HMS Papua (K-588) - USS Pilford (PF-85) als HMS Pitcairn (K-589) - USS St. Helena (PF-86) als HMS St. Helena (K-590) - USS Patton (PF-87) als HMS Sarawak (K-591) - USS Pearl (PF-88) als HMS Seychelles (K-592) - USS Phillimore (PF-89) als HMS Perim (K-593) - USS Popham (PF-90) als HMS Somaliland (K-594) - USS Tortola (PF-91) als HMS Tortola (K-595) | - USS Zanzibar (PF-92) als HMS Zanzibar (K596) |